# Diuranate
L'ion diuranate U2O72− est un anion de l'uranium qu'on rencontre dans beaucoup de composés courants. Les uranates tendent naturellement à former cet ion complexe.
Tous les diuranates simples ont une couleur jaune lorsqu'ils sont purs.
Les principaux diuranates sont le diuranate d'ammonium (NH4)2U2O7, le diuranate de sodium Na2U2O7, et le diuranate de magnésium MgU2O7, qu'on trouve encore dans certains yellowcakes. D'autres trouvent des applications comme colorants, tels que le diuranate de potassium K2U2O7 et le diuranate de baryum BaU2O7.